# Richard Lin
Richard Lin également appelé Lin Show Yu ou encore Lin Shouyu, est un artiste contemporain taïwanais né en 1933 et décédé en 2011. 
Considéré comme un précurseur de l'abstraction il se distingue dès 1960 par une épure minimaliste. 

## Parcours
Né en 1933 à Taïwan, Richard Lin également appelé Lin Show Yu ou encore Lin Shouyu), est un artiste contemporain et un acteur singulier de l’évolution de la peinture chinoise vers l’abstraction. Toutefois la pratique artistique de Richard Lin diffère sensiblement des autres artistes chinois avant-gardistes comme Chuang Che, Wucius Wong, Liu Guosong. 

En 1984 il décide de ne plus peindre et axe sa réflexion sur le support en tant qu’œuvre et surface de création.  Issu d’une illustre famille, Richard Lin part vivre à Hong Kong en 1949. Trois ans plus tard il va étudier l’architecture en Angleterre  (Regent Street Polytechnic -  l’Université actuelle de Westminster), et s’oriente très vite vers la peinture. Son travail puise dans les innovations stylistiques de peintre russe Casimir Malevitch (1878-1935) ou encore du peintre américain Frank Stella (1936). À peine diplômé, il bénéficie dès 1959 d’une première exposition personnelle chez « Gimpel Fils Gallery » à Londres. La galerie l’exposera ensuite à deux reprises en 1961 et 1964. Même s’il se défend d’appartenir à la mouvance minimaliste, Richard Lin produit dès 1960 des œuvres très épurées cela plusieurs années avant que le terme de Minimalisme ne soit employé par un critique d’art.  Son œuvre est fortement marquée par son inspiration des préceptes du taoïsme.  En 1963, il est exposé à la Documenta III à Cassel, aux côtés de nombreux artistes internationaux de grande renommée comme Joan Miró, François Morellet, Sam Francis, Nicolas de Staël, Vieira da Silva, etc. Un an plus tard, il  représente la Grande-Bretagne à la Biennale de Pittsburgh. De 1966 à 1975, Richard Lin est régulièrement exposé à la galerie Marlborough de Londres.
Joan Miró, qui lui voue une grande admiration, vient lui rendre visite dans son atelier de Londres, il dira Dans le monde du blanc, Lin est sans égal.
En 1967, il expose au 44e « Carnagie international » de Pittsburgh, conjointement avec Chu Teh-Chun, Chuang Che, Hu Chi-Chung, Wallace Ting et Zao Wou-Ki. Il reçoit le prix et entre dans la collection du Carnagie Institute[Quoi ?].
En 1983, il est le premier artiste à entrer de son vivant dans la collection du National Palace Museum[Lequel ?].
En 1985, il entre dans la collection du Musée des Beaux-Arts de Taipei qui lui achète une sculpture. Michael Sullivan souligne l’influence de David Smith dans les formes d’acier géométriques que réalise Richard Lin . Ce dernier retourne vivre à Taïwan en 2002 après 30 années passées en Angleterre.
En 2010 une grande rétrospective de son œuvre a lieu au musée des Beaux-Arts de Kaohsiung à Taiwan.

## Expositions

### Expositions personnelles majeures
- 1959 Gimpel Fils Gallery, Londres, Angleterre
- 1961 Gimpel Fils Gallery, Londres, Angleterre
- 1963 Royal Marks Gallery, New York, U.S.A
- 1964 Gimpel Fils Gallery, Londres, Angleterre
- 1966-1975 Malborough Gallery, Londres, Angleterre
- 1982 Lung Men Art Gallery, Taipei
- 1984 Spring Gallery, Taipei
- 2010 Musée des Beaux-Arts de Kaohsiung, Kaohsiung, Taiwan

### Expositions de groupe majeures
- 1963 Documenta III, Cassel, Allemagne
- 1966 Carnegie Institute, Pittsburgh, U.S.A
- 1966 Museum Boymans-Van Beuningen, Rotterdam, Hollande
- 1966 Kunsthalle, Berne, Allemagne
- 1967 Museum of Modern Art, Écosse
- 1967 44e « Carnagie international », Pittsburgh, U.S.A
- 1968 Kunstverein, Hambourg, Allemagne
- 1970 Kunsthalle, Bâle, Suisse
- 1982 Hong Kong Museum of Art, Hong Kong, Chine
- 1985 Taipei Fine Art Museum, Taipei, Taïwan
- 1986 Louisiana Museum of Modern Art, Humlebæk, Danemark
- 1989 National Museum of Modern Art, Carolf, Pays de Galles,

### Collections publiques (sélection)
- Musée des Beaux-Arts de Taipei, Taipei, Taïwan
- Tate Gallery, Londres, Angleterre
- Musée national d’Art moderne, Rome, Italie
- Musée de São Paulo, São Paulo, Brésil
- Musée d’Art de l’Ontario, Toronto, Canada
- Centre d’Art Walker, Minneapolis, Minnesota, États-Unis
- Brooklyn Museum, New York, U.S.A
- Hirshorn Museum, Washington, U.S.A
- Musée National du Palais, Taipei, Taïwan

## Catalogues
- Homage to the Master : 50 Years of Work by Richard Lin. One is Everything. Kaohsiung Museum of Fine Art, Taiwan. 2010.  (ISBN 978-986-02-3211-0)
- Michael Sullivan. Art and Artists of Twentieth-Century China. University of California Press. 1996, p. 1984-85.  (ISBN 978-0-520-07556-6). Retrieved 3 July 2012.
- Michael Sullivan. Moderne chinese artists, a biographical dictionary. University of California Press. 2006.  (ISBN 978-0-520-24449-8)
- The Search for the Avant-Garde 1946-69. TFAM Collection Catalogue. Volume II. Taipei Fine Arts Museum. 2011. reprint 2012.  (ISBN 978-986-03-0997-3)